# Flaskekapsel
En flaskekapsel forsegler den øverste åbning af en flaske. Man kan tit købe ølflasker, hvor der er kapsler på. En flaskekapsel er typisk farverig og dekoreret med logoet for mærket af bestemte drikkevarer.
| Mad og drikke | Spire Denne artikel om mad og drikke er en spire som bør udbygges. Du er velkommen til at hjælpe Wikipedia ved at udvide den. |